# Statistiche e record del Siena Football Club

## Statistiche di squadra

### Partecipazione ai campionati
| Livello | Categoria         | Partecipazioni | Debutto   | Ultima stagione | Totale |
| ------- | ----------------- | -------------- | --------- | --------------- | ------ |
| 1º      | Serie A           | 9              | 2003-2004 | 2012-2013       | 9      |
| 2º      | Seconda Divisione | 2              | 1922-1923 | 1923-1924       | 16     |
| 2º      | Serie A-B         | 1              | 1945-1946 | 1945-1946       | 16     |
| 2º      | Serie B           | 13             | 1935-1936 | 2013-2014       | 16     |
| 3º      | Seconda Divisione | 1              | 1927-1928 | 1927-1928       | 45     |
| 3º      | Prima Divisione   | 4              | 1931-1932 | 1934-1935       | 45     |
| 3º      | Serie C           | 24             | 1936-1937 | 2018-2019       | 45     |
| 3º      | Serie C1          | 14             | 1982-1983 | 1999-2000       | 45     |
| 3º      | Lega Pro          | 2              | 2015-2016 | 2016-2017       | 45     |
| 4º      | Terza Divisione   | 1              | 1926-1927 | 1926-1927       | 23     |
| 4º      | Seconda Divisione | 3              | 1928-1929 | 1930-1931       | 23     |
| 4º      | IV Serie          | 4              | 1952-1953 | 1955-1956       | 23     |
| 4º      | Serie D           | 7              | 1970-1971 | 2014-2015       | 23     |
| 4º      | Serie C2          | 8              | 1978-1979 | 1989-1990       | 23     |

In 85 stagioni sportive disputate a partire dall'esordio a livello nazionale nella Lega Nord il 12 novembre 1922, compresi 2 campionati di Seconda Divisione e 1 Campionato Misto Bassitalia disputato in qualità di società di Serie B, 1 campionato di terzo livello del Direttorio Divisioni Inferiori Nord (C) e 2 di quarto livello (D), e 8 campionati di Serie C2. Sono escluse le annate dal 1924 al 1926, nelle quali il Siena partecipò ai massimi tornei del Comitato Regionale Toscano, cui afferiva anche antecedentemente il 1922.
Il Siena esordì in Promozione nella stagione 1921-1922. Quella attuale (2015-16) è pertanto la sua 94ª stagione sportiva; nelle 93 precedenti, ha partecipato a 9 campionati di Serie A, 16 di Serie B o equivalenti storici, e 49 di Serie C o categorie equiparabili. Dall'introduzione della prima legislazione professionistica in Italia nel 1926, la squadra è stata relegata fra i dilettanti per 15 volte. Dalla promozione nel massimo campionato italiano (2003-2004), il Siena ha ottenuto come migliore posizione il 13º posto (2007-2008), e come peggiore il 19° (2009-2010), che ha portato la retrocessione del club in Serie B.
Le vittorie con maggior numero di reti di scarto furono nella stagione 2003-2004 (Siena-Empoli 4-0 e Siena-Modena 4-0) e in quella 2011-2012 (Siena-Lazio 4-0); la peggior sconfitta in trasferta, anch'essa nella stagione 2003-2004, fu Roma-Siena 6-0. La partita con più reti è stata giocata nella stagione 2004-2005 in trasferta contro il Livorno (il risultato finale fu 6-3 per i bianconeri).

## Statistiche individuali

### Lista dei capitani
| Calciatore        | Ruolo | Stagioni al club      | Stagioni da capitano | Presenze | Reti |
| ----------------- | ----- | --------------------- | -------------------- | -------- | ---- |
| …                 |       |                       |                      |          |      |
| Gaetano Salvemini | A     | 1974-1977             | 1974-1977 (3)        | 101      | 9    |
| Emilio Ferranti   | A     | 1971-1977             | 1977 (1)             | 200      | 54   |
| Gerardo Tosolini  | D     | 1971-1978             | 1977-1978 (2)        | 242      | 3    |
| Aldo Notari       | D     | 1973-1980             | 1978-1980 (2)        | 188      | 1    |
| Paolo Tognarelli  | D     | 1978-1982             | 1980-1982 (2)        | 129      | 6    |
| Piero Bencini     | D     | 1982-1983             | 1982-1983 (1)        | 30       | 0    |
| Maurizio Gridelli | C     | 1982-1984             | 1983-1984 (1)        | 66       | 0    |
| Enrico Vichi      | D     | 1980-1987             | 1984-1987 (3)        | 195      | 4    |
| Danilo Tosoni     | D     | 1978-1981 e 1982-1988 | 1987-1988 (1)        | 184      | 1    |
| Arturo Vianello   | D     | 1988-1989             | 1988-1989 (1)        | 30       | 0    |
| Daniele Arrigoni  | D     | 1989-1991             | 1989-1991 (2)        | 63       | 4    |
| Guglielmo Coppola | A     | 1991-1994             | 1991-1994 (3)        | 63       | 17   |
| Andrea Pepi       | D     | 1987-1991 e 1994-1998 | 1994-1998 (4)        | 218      | 6    |
| Michele Mignani   | D     | 1996-1998 e 1998-2006 | 1998-2006 (8)        | 274      | 6    |
| Enrico Chiesa     | A     | 2003-2008             | 2006-2008 (3)        | 129      | 32   |
| Simone Vergassola | C     | 2004-2015             | 2008-2015 (7)        | 334      | 26   |
| Daniele Portanova | D     | 2004-2009 e 2015-2016 | 2015-2016 (1)        | 200      | 10   |
| Ettore Mendicino  | A     | 2015-2016 e 2016-2017 | 2016-2017 (1)        | 39       | 8    |
| Dario D'Ambrosio  | D     | 2015-2016, 2016-2020  | 2018-2020 (1)        | 129      | 6    |
| Marco Guidone     | A     | 2019-                 | 2020- (1)            | 26       | 6    |

### Record di presenze
| Campionato - 368 Antonio Monguzzi (1960-1972) - 334 Simone Vergassola (2004-2015) - 242 Gerardo Tosolini (1971-1979) - 240 Michele Mignani (1996-1998, 1998-2006) - 227 Stefano Argilli (1996-2005) - 218 Andrea Pepi (1987-1991, 1994-1998) - 203 Daniele Portanova (2004-2009, 2015-2016) - 203 Pierfranco Toschi (1964-1966, 1968-1974) - 201 Danilo Tosoni (1978-1982, 1983-1988) - 200 Emilio Ferranti (1971-1977) | Serie A - 281 Simone Vergassola (2004-2010, 2011-2013) - 158 Daniele Portanova (2004-2009) - 130 Massimo Maccarone (2005, 2007-2010) - 129 Enrico Chiesa (2003-2008) - 114 Cristiano Del Grosso (2008-2010, 2011-2013) - 109 Emanuele Calaiò (2008-2010, 2011-2013) - 103 Paul Codrea (2006-2010, 2011-2012) - 87 Mario Frick (2006-2009) - 84 Roberto D'Aversa (2003-2007) - 83 Alex Manninger (2004-2005, 2006-2008) | Serie B - 150 Cesare Pellegatta (1938-1943) - 115 Aldo Dapas (1938-1942) - 113 Natale Erbinovi (1938-1942, 1946-1948) - 112 Amelio Gambini (1938-1942) - 105 Ruggero Radice (2000-2003) - 104 Michele Mignani (1996-1998, 1998-2000) - 100 Ubaldo Passalacqua (1938-1941) - 98 Mario Polak (1939-1942) - 88 Luciano Renoldi (1938-1941) - 85 Corrado Biasotto (1938-1941) |

| Serie C/C1/Lega Pro - 319 Antonio Monguzzi (1960-1970) - 178 Lauro Toneatto (1956-1963) - 137 Andrea Pepi (1990-1991, 1994-1998) - 113 Bruno Pastorino (1959-1964) - 112 Stefano Argilli (1996-2000) - 109 Enrico Vichi (1982-1984, 1985-1987) - 105 Manlio Compagno (1962-1967) - 101 Dario D'Ambrosio (2015-2016, 2016-) - 101 Luciano Mazzei (1963-1966) - 93 Giancarlo Bellotti (1957-1962) 93 Guglielmo Coppola (1982-1983, 1991-1994) | Serie C2 - 129 Paolo Tognarelli (1978-1982) - 112 Danilo Tosoni (1978-1982, 1984-1985, 1987-1988) - 86 Claudio Bettelli (1978-1981) 86 Enrico Vichi (1980-1982, 1984-985) - 81 Andrea Pepi (1987-1990) - 75 Maurizio Scotto (1978-1981) - 68 Antonio Bianchi (1979-1982) - 67 Paolo Stringara (1980-1982, 1984-1985) - 63 Santino Nuccio (1981-1982, 1984-1987) - 60 Claudio Rastelli (1984-1985, 1988-1989) |

### Record di marcature
| Campionato - 68 Angelo Fenini (1932-1936) - 65 Franco Rossi (1948-1951) - 60 Silvio Bandini (1936-1940) - 57 Eugenio Pazzaglia (1995-1998) - 54 Emilio Ferranti (1971-1978) - 46 Emanuele Calaiò (2008-2013) - 46 Massimo Maccarone (2005, 2007-2010) 46 Luciano Renoldi (1934-1941) - 43 Bruno Bruschettini (1968-1974) - 40 Guglielmo Coppola (1981-1983, 1991-1994)               | Coppa Italia - 5 Reginaldo (2009-2012, 2012-2013) - 4 Emanuele Calaiò (2008-2013) 4 Gaetano D'Agostino (2011-2013, 2013-2014) 4 Riccardo Zampagna (2001-2002) - 3 Ângelo (2011-2014) 3 Silvio Bandini (1936-1940) 3 Marcello Campolonghi (2000-2003) 3 Massimo Maccarone (2005, 2007-2010) 3 Alberto Macchi (1935-1943) 3 Mario Polak (1939-1943) 3 Daniele Portanova (2004-2009) |
| Serie A - 46 Massimo Maccarone (2005, 2007-2010) - 32 Enrico Chiesa (2003-2008) - 28 Emanuele Calaiò (2008-2010, 2011-2013) - 22 Simone Vergassola (2004-2010, 2011-2013) - 19 Erjon Bogdani (2005-2007, 2012-2013) - 13 Tore André Flo (2003-2005) 13 Mario Frick (2006-2009) - 12 Mattia Destro (2011-2012) - 11 Abdelkader Ghezzal (2008-2010) 11 Rodrigo Taddei (2003-2005)      | Serie B - 31 Amelio Gambini (1938-1942) - 24 Mario Polak (1939-1942) 24 Simone Tiribocchi (2000-2001, 2002-2003) - 23 Aldo Dapas (1938-1942) 23 Luigi Perugini (1946-1948) - 21 Luciano Renoldi (1935-1936, 1938-1941) - 20 Giuseppe Pucci (1946-1948) - 18 Emanuele Calaiò (2010-2011) 18 Sergio Ulivieri (1941-1943) - 17 Vittorio Ghirlanda (1946-1948)                        |
| Serie C/C1/Lega Pro - 65 Franco Rossi (1948-1951) - 46 Silvio Bandini (1936-1938) - 33 Armando Serlupini (1950-1952) - 32 Luigi Mainardi (1961-1962, 1962-1964) - 28 Giuseppe Basilico (1964-1967) - 27 Guglielmo Coppola (1981-1983, 1991-1994) - 26 Alessandro Marotta (2016-2018) 26 Roberto Putelli (1994-1996) - 24 Emiliano Giordano (1958-1961) 24 Guerrino Rossi (1956-1958) | Serie C2 - 22 Simone Mucciarelli (1988-1990) - 20 Santino Nuccio (1981-1982, 1984-1985) 20 Eugenio Pazzaglia (1978-1980) - 16 Fabrizio Foglietti (1980-1982) - 13 Guglielmo Coppola (1981-1982) 13 Umberto Marino (1988-1990) 13 Michele Pisasale (1989-1990) - 10 Andrea Mariano (1987-1988) 10 Fabio Perinelli (1984-1985) - 9 Giuliano Fiorini (1988-1989)                     |